# Байрагдаров, Мовлуд Аслан оглы
Мовлуд Аслан оглы Байрагдаров (азерб. Mövlüd Aslan oğlu Bayraqdarov; 1904, Ахалцихский уезд — 5 октября 1983, Терский район) — советский грузинский педагог, азербайджанский хлопковод, Герой Социалистического Труда (1966).

## Биография
Родился в 1904 году в селе Диди-Занави Ахалцихского уезда Тифлисской губернии (ныне Адигенский муниципалитет Самцхе-Джавахетии, Грузия).
Окончил Закавказский коммунистический университет и исторический факультет Тифлисского педагогического института.
С 1924 года учитель в ряде сельских школ, с 1926 года секретарь ряда райкомов комсомола и райисполкомов в Грузинской ССР.
Участник Великой Отечественной войны. В 1942 году призван Адигенским РВК в ряды 18 истребительно-противотанкового артиллерийского полка 6 оиптабр 4 Украинского фронта. Браво участвовал в боях за освобождение Украины, Польши и Чехословакии. Своим орудием подавил огонь минометной батареи, уничтожил 2 станковых пулемета под Краковом, уничтожил более 20 гитлеровцев, подбив их бронетранспортер и подбил 2 танка огнем орудия, выставленного на прямую наводку. Демобилизован в 1946 году.
С 1946 года колхозник сельскохозяйственной артели «Большевик» Чиилийского района Кзыл-Ординской области (Казахская ССР). С 1958 года председатель колхоза «Адыгюн» Саатлинского района Азербайджанской ССР. Под руководством Байрагдарова колхоз быстро выдвинулся в ряды передовых в районе. Известно, что благодаря стараниям Мовлуда Байрагдарова, в Азербайджане было организовано более 18 колхозов в Мугани. С конца 1970-х рабочий поливальной станции в Терском районе Кабардино-Балкарской АССР.
Указом Президиума Верховного Совета СССР от 30 апреля 1966 года за успехи, достигнутые в увеличении производства и заготовок хлопка-сырца Байрагдаров Мовлуд Аслан оглы присвоено звание Героя Социалистического Труда с вручением ордена Ленина и золотой медали «Серп и Молот».
Активно участвовал в общественной жизни Азербайджана. Член КПСС с 1926 года. Депутат Верховного Совета Азербайджанской ССР 5-го созыва.
Скончался 5 октября 1983 года в селе Опытное Терского района Кабардино-Балкарской АССР.